# Sly (Massive Attack)
Sly è un singolo del gruppo musicale trip hop britannico Massive Attack, pubblicato nel 1994.

## Tracce
Singolo CD
1. Sly (7" edit) – 4:10
2. Sly (7 Stones Mix) – 5:58 – remix di Tim Simenon

Maxi-singolo CD (Virgin Records)
1. Sly (7" edit) – 4:10
2. Sly (7 Stones mix) – 5:58 – remix di Tim Simenon
3. Sly (Underdog mix) – 5:19 – remix di Underdog
4. Sly (Cosmic Dub) – 5:26 – remix di Mad Professor
5. Karmacoma (LP version) – 5:16

Maxi-singolo CD (Wild Bunch Records)
1. Sly (7" edit) – 4:10
2. Sly (7 Stones mix) – 5:58 – remix di Tim Simenon
3. Sly (Underdog mix) – 5:19 – remix di Underdog
4. Sly (Underdog Double Bass & Accapella) – 3:36 – remix di Underdog

Maxi-singolo 12"
1. Sly (7 Stones Mix) – 5:58 – remix di Tim SimenonVocals – Nicolette
2. Sly (Underdog Mix) – 5:19 – missaggio di The Underdog; remix di Underdog
3. Sly (Album version) – 5:24
4. Sly (Cosmic Dub) – 5:26 – remix di Mad Professor
5. Sly (Eternal Feedback Dub) – 6:23 – remix di Mad Professor

## Classifiche
| Classifica             | Posizione massima |
| ---------------------- | ----------------- |
| Official Singles Chart | 24                |